# Gerhard Janensch

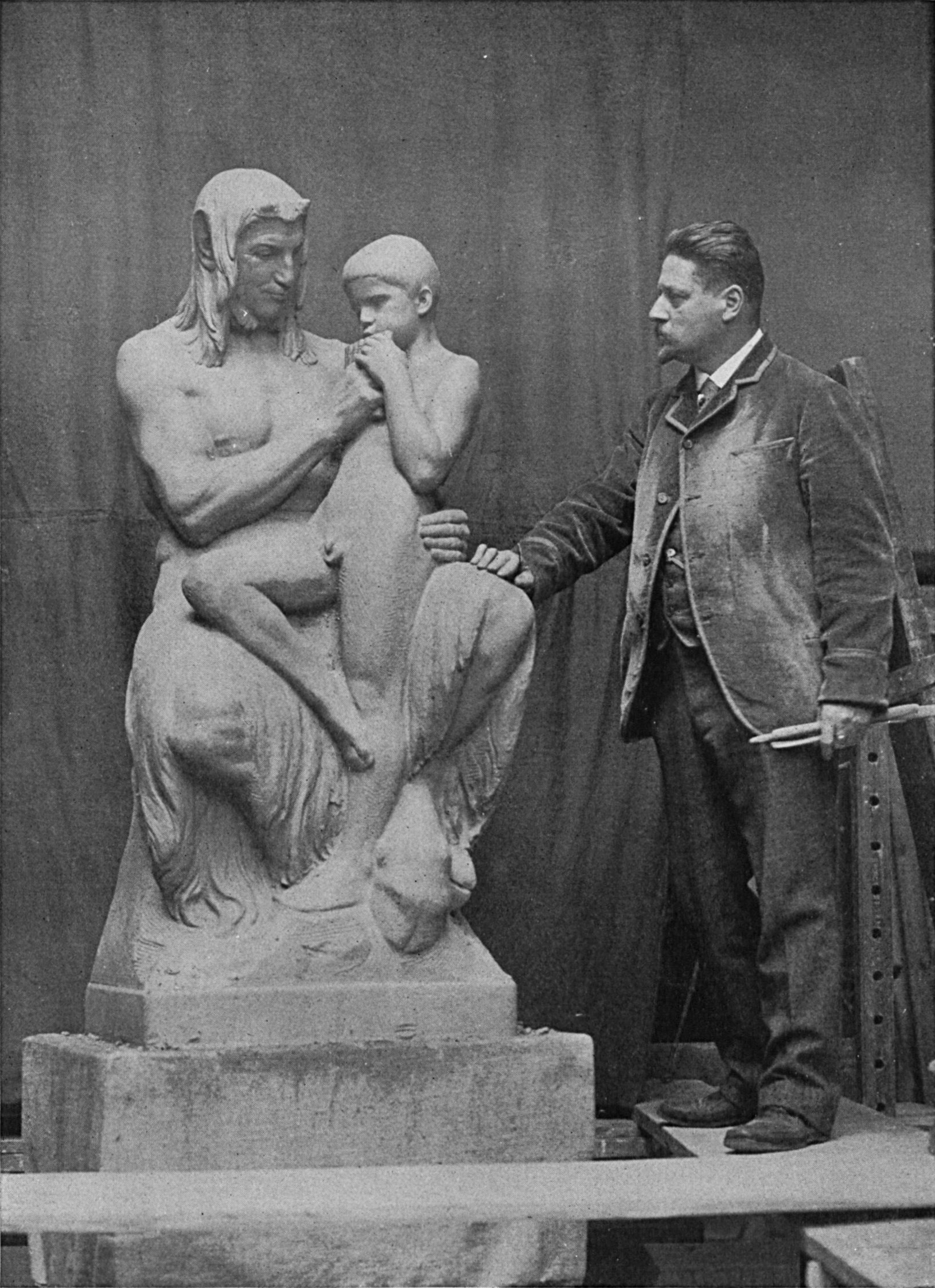
Gerhard Janensch (1912)

Gerhard Adolf Janensch (* 24. April 1860 in Zamborst in Pommern; † 2. Februar 1933 in Berlin) war ein deutscher Bildhauer und Medailleur.

## Leben
Als 17-Jähriger war Gerhard Janensch, nach anderen Quellen auch Adolf Gerhard Janensch, drei Jahre lang Schüler der Königlichen Akademie der Künste bei Fritz Schaper, Albert Wolff und Paul Thumann. Danach begann er 1880 eine Ateliertätigkeit in Wien, kehrte jedoch 1883 ins Atelier von Fritz Schaper zurück. Die erste zu erwähnende Arbeit ist der durch die Bildgießerei Gladenbeck in Friedrichshagen realisierte Kunstguss Bacchant mit Panthern, der 1883 entstand. Für diese Arbeit wurde er mit dem Rom-Stipendium ausgezeichnet. Dadurch nahm er 1884 Aufenthalt in der Villa Strohl-Fern, zugleich wurde Janensch Mitglied des Deutschen Künstler-Verbandes. Schließlich machte er sich 1886 mit einem eigenen Atelier selbstständig. Parallel dazu übernahm er 1887 eine Lehrtätigkeit an der Akademie in Berlin, die er bis 1924 ausübte. Dabei gab er Werkstättenunterricht als Tischler, Stellmacher, Schmied, Schlosser und Töpfer.
1892 wurde er Nachfolger von Albert Wolff als Leiter der Modellierklasse an der Berliner Akademie. 1897 wurde er von der Akademie zum ordentlichen Mitglied ernannt. Hier war er im Senat der Akademie bis 1923 tätig.
Janensch starb 1933 und wurde auf dem Friedhof Wilmersdorf beigesetzt.

## Werke (Auswahl)

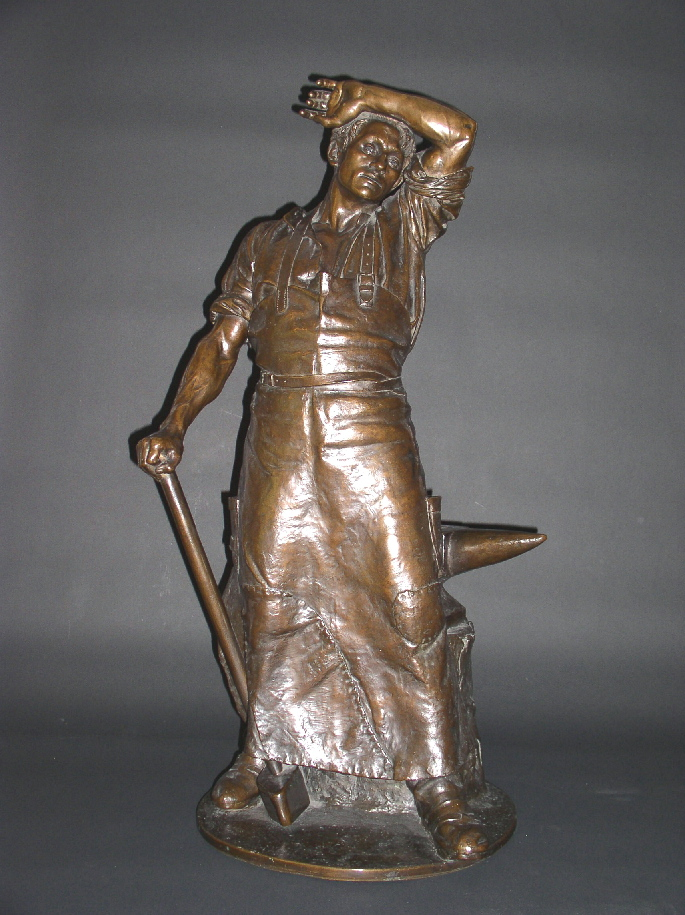
Der Schmied (Entwurf 1897)
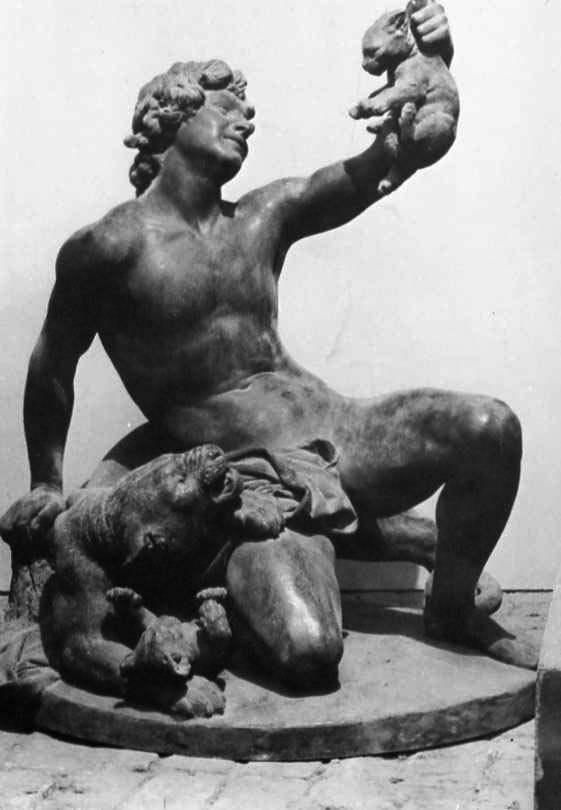
Bacchant mit Panthern (1883, Alte Nationalgalerie Berlin)
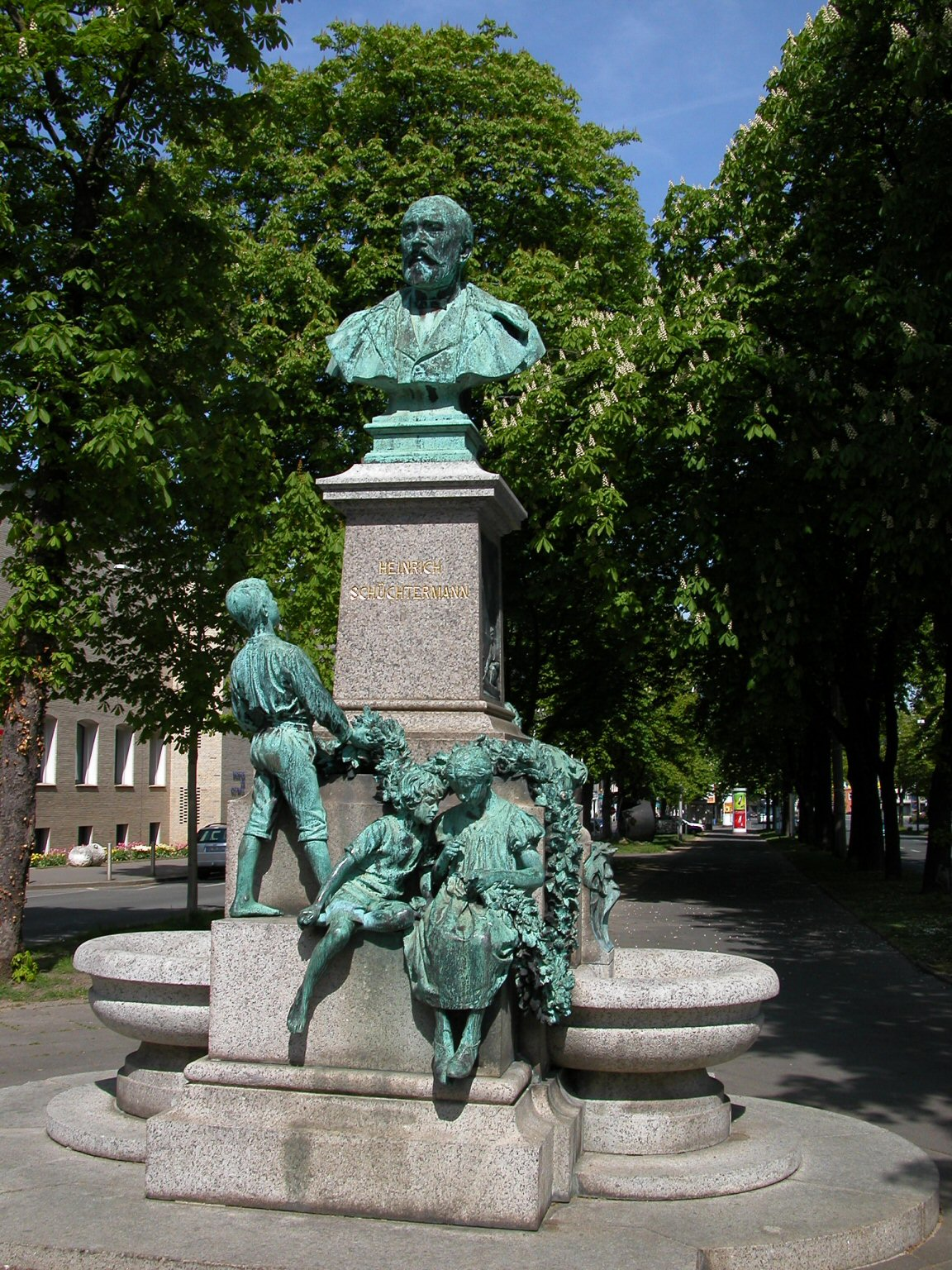
Heinrich Schüchtermann Denkmal in Dortmund am Ostwall (1899)
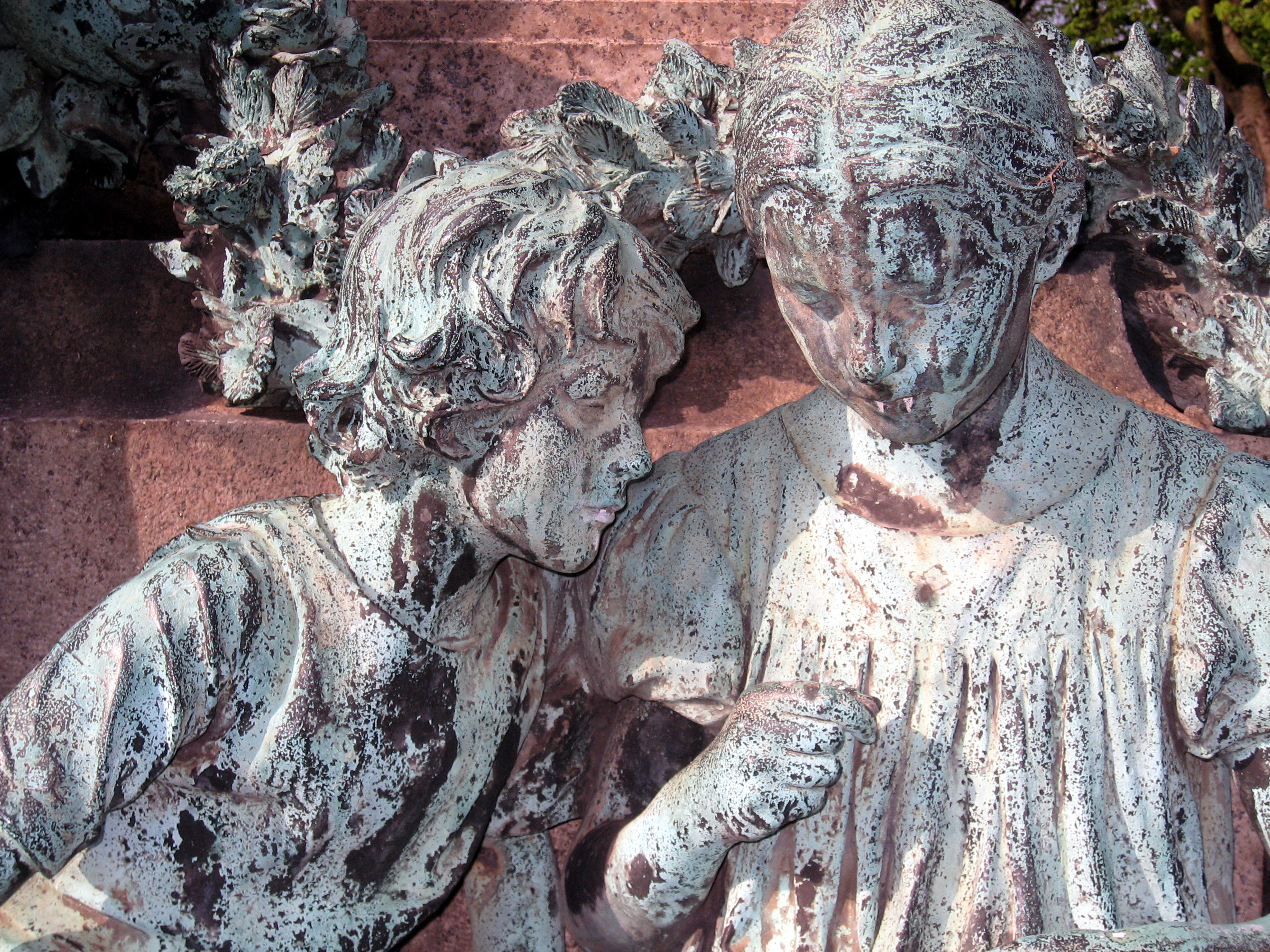
Kindergruppe am Schüchtermann-Denkmal
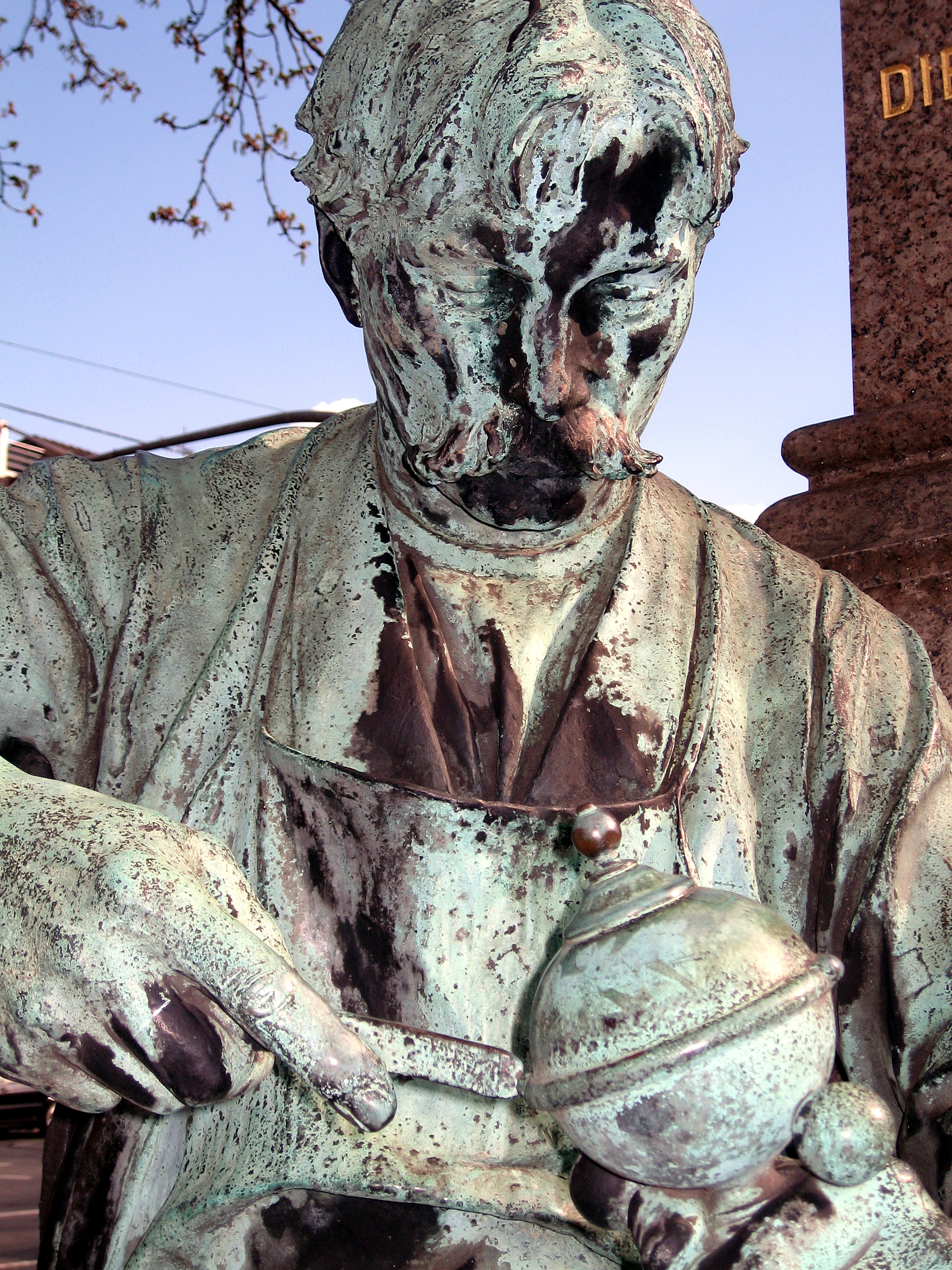
Arbeiterfigur am Schüchtermann-Denkmal
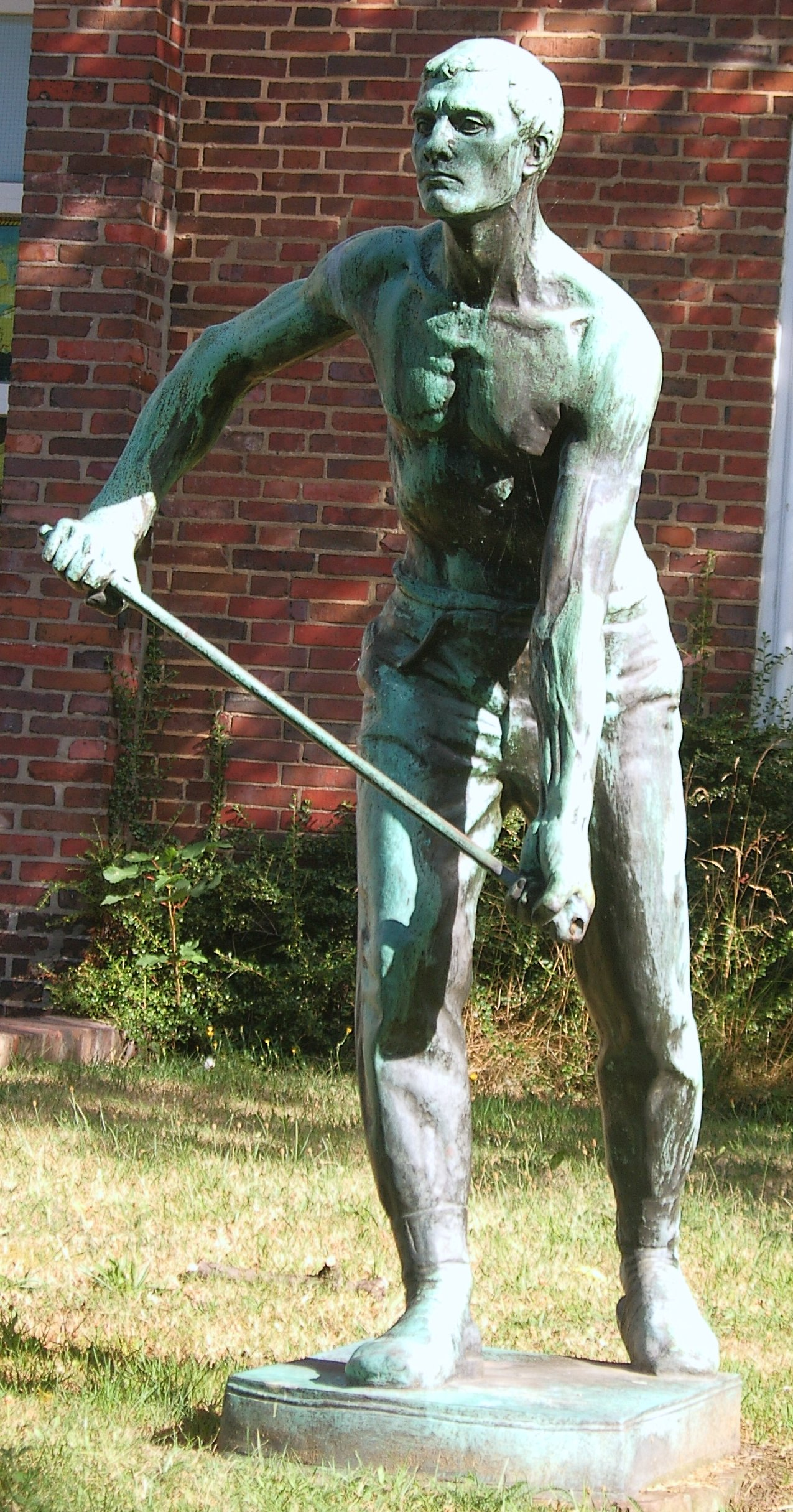
Stahlgießer (1918) in Hamburg-Harburg
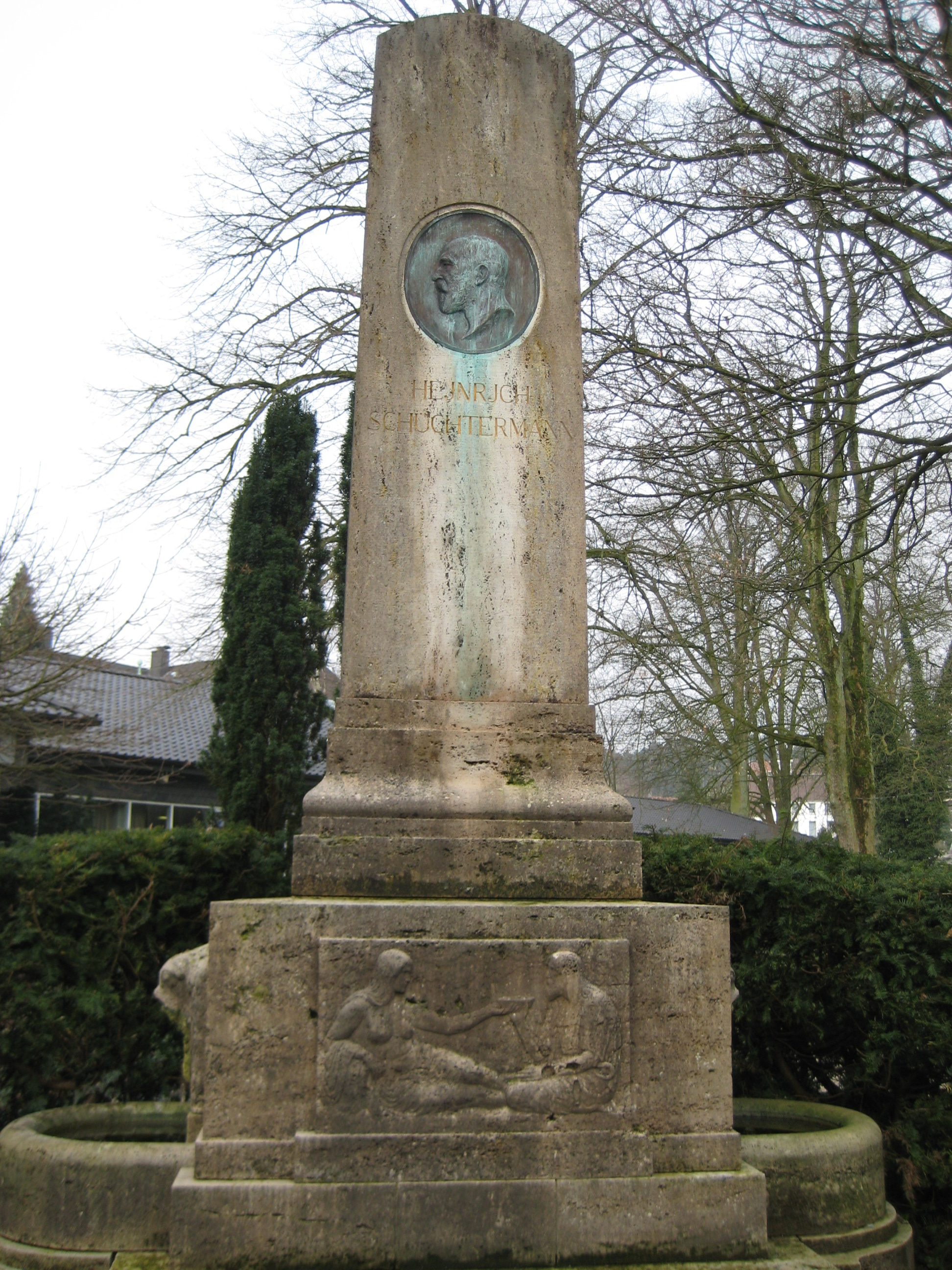
Heinrich Schüchtermann Denkmal in Bad Rothenfelde
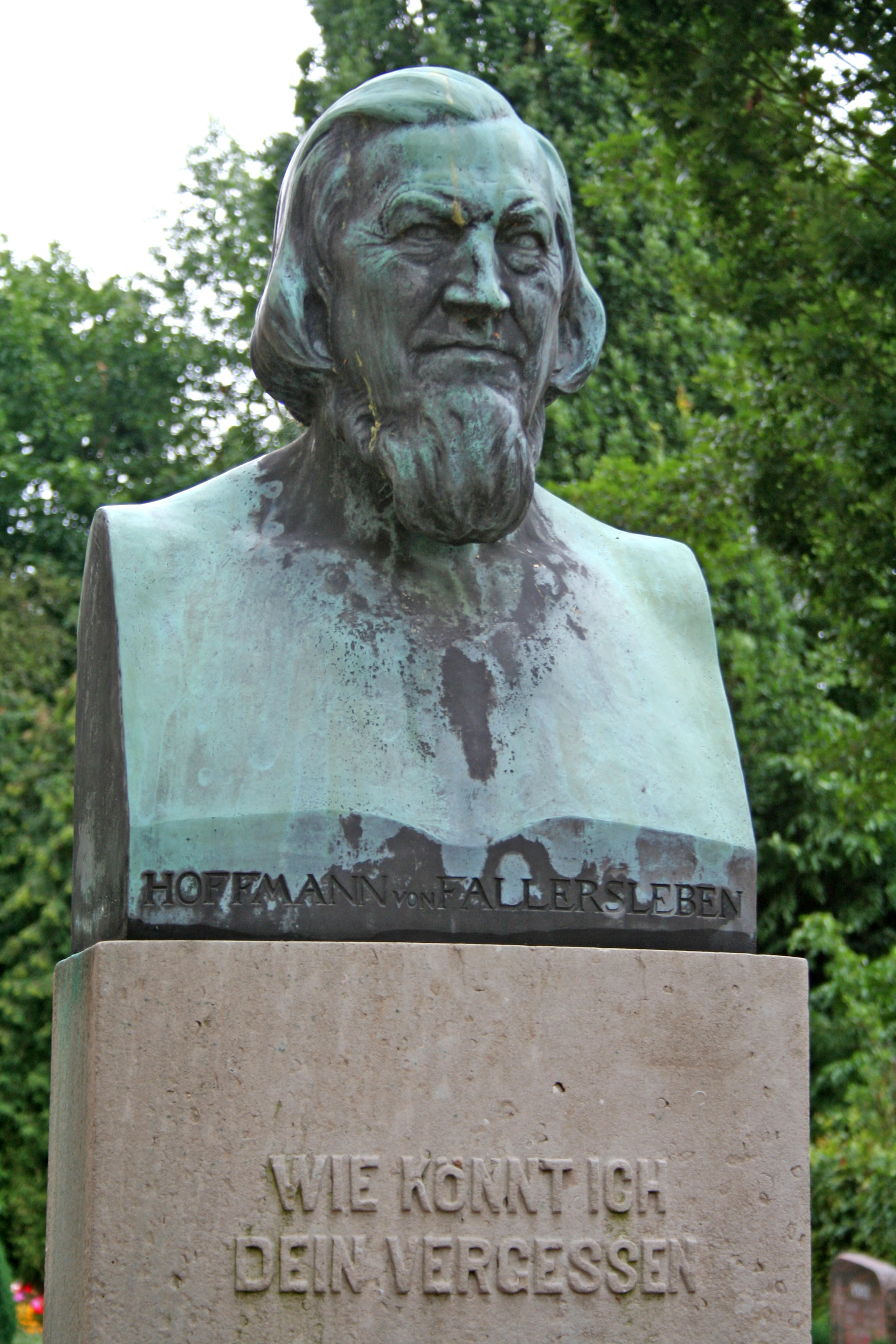
Büste Hoffmanns von Fallersleben auf dessen Grab in Corvey (1911)

Der Berliner Spiralbohrer-Fabrikant und Rittergutsbesitzer Robert Stock galt als Mäzen von Gerhard Janensch. Er war es auch, der das von Janensch auf der Großen Berliner Kunstausstellung 1897 gezeigte Modell einer lebensgroßen Figur eines Schmiedes auf einem glockenförmigen Sockel ankaufte und als Bronzeguss realisieren ließ. Die Plastik stellt einen Schmied in voller Arbeitskleidung, bestückt mit Hammer und Amboss, dar, der sich nach getaner Arbeit den Schweiß von der Stirn wischt. In Anlehnung an Das Lied von der Glocke von Friedrich Schiller ist der glockenförmige Sockel unter anderem mit dem Zitat 

„Von der Stirne heiß rinnen muß der Schweiß, will das Werk den Meister loben…“

 verziert. Die Gesamthöhe der Plastik beträgt 300 cm. Die anteilige Höhe des Schmiedes beträgt 200 cm. Diese Arbeit wurde nach dem Tod von Robert Stock als Grabmalplastik verwendet und ist heute noch auf dem Luisenstädtischen Friedhof an der Bergmannstraße in Berlin-Kreuzberg zu sehen.
Durch die Erstellung von verkleinerten Fassungen (50 cm und 100 cm Höhe) durch die Bronzegießerei Gladenbeck erreichte der Schmied zusätzliche Popularität. Weitere Motive aus der Industrie- und Arbeitswelt ergänzten später diese Arbeit. Als bekannte Motive gelten der Eisengießer, der Mann am Martinsofen, der Kesselschmied, der Hammerschwinger, der Walzer, der Emaillierer und der Glasbläser. Einige dieser Arbeiten wurden 1928 auch auf der großen Ausstellung „Kunst und Technik“ im Essener Museum Folkwang ausgestellt. Hier wurde Janensch neben Wilhelm Lehmbruck und Constantin Meunier in der Sparte „Bronzen“ ausgestellt.
Weitere Werke Janenschs sind:
- Das Bugenhagendenkmal in Wittenberg (Büste, 1894).
- Die Statue von Asmus Jacob Carstens im Alten Museum, Berlin.
- Brückenfigur Carl Friedrich Gauß der Potsdamer Brücke in Berlin (im Zweiten Weltkrieg eingeschmolzen).
- Der Große Kurfürst in der Jugend, Denkmal des Kurprinzen Friedrich Wilhelm mit Hund, 1902 in Arbeit, der Kaiser besichtigte das Werk.[2] Die Skulptur wurde in Küstrin aufgestellt.
- Kurprinz Friedrich Wilhelm mit Hund im Berliner Tiergarten.

## Museen und Sammlungen
Einige dieser Arbeiten finden sich heute in folgenden Sammlungen wieder: Archäologisches Museum Hamburg in Hamburg-Harburg, auf der Museumsachse Harburger Rathausstraße ist der Eisengießer in Lebensgröße (ca. 172 cm) zwischen den beiden Häusern des Museums zu sehen. Diese Version des Eisengießers ist auch noch im öffentlichen Raum der Stadt Saarbrücken und vermutlich in einem „Haus der Ingenieure“ bei Kattowitz/Polen platziert. Weitere Arbeiten befinden sich im Rheinischen Industriemuseum Oberhausen, im Kunstgussmuseum Lauchhammer, in der Kunstsammlung Lausitz am Museum Senftenberg, in der „Eckhart G. Grohmann Collection at Milwaukee School of Engineering“ in Milwaukee, im Kultur- und Stadthistorischen Museum Duisburg und in der „Sammlung Werner Bibl – Förderung der Kunst im öffentlichen Raum“ in Gelsenkirchen-Buer.
Die plastischen Arbeiten von Gerhard Janensch „Industrie und Arbeitswelt“ reflektieren in eindrucksvoller Art die Stimmung des bedeutenden Gemäldes „Eisenwalzwerk 1872/75“ von Adolph Menzel. Dieses Werk befindet sich in der Sammlung der Alten Nationalgalerie in Berlin.